# Liste der Gedenktafeln in Berlin-Alt-Treptow
Die Liste der Gedenktafeln in Berlin–Alt–Treptow enthält die Namen, Standorte und, soweit bekannt, das Datum der Enthüllung von Gedenktafeln.
Die Liste ist nicht vollständig.

## Alt–Treptow
| Bild | Name                                   | Standort           | Datum der Enthüllung |
| ---- | -------------------------------------- | ------------------ | -------------------- |
|      | Am Flutgraben 3                        | Schlesischer Busch |                      |
|      | Berliner Mauerweg                      | Schlesischer Busch |                      |
|      | Friedrich Ebert                        | Defreggerstraße 20 |                      |
|      | FDGB Groß–Berlin                       | Puschkinallee      |                      |
|      | Heimatland                             | Elsenbrücke        |                      |
|      | Oda Schottmüller                       | Puschkinallee 51   |                      |
|      | Sowjetisches Ehrenmal                  | Puschkinallee      |                      |
|      | Sowjetisches Ehrenmal, Volk von Berlin | Puschkinallee      |                      |
|      | Sowjetisches Ehrenmal, Volk von Berlin | Puschkinallee      |                      |
|      | Fritz Storch                           | Mengerzeile 8      | 8. Juli 2022         |
|      | Treptower Park                         | Alt–Treptow 17     |                      |
|      | Treptower Park, Karpfenteich           | Treptower Park     |                      |
|      | Treptower Park, Trinkhalle             | Alt–Treptow 17     |                      |
|      | Friedrich Wolf (Schiff)                | Schlesischer Busch |                      |